# Минотавр-5
Минотавр-5 (англ. Minotaur V, OSP-2 Peacekeeper SLV) — американская военная пятиступенчатая ракета-носитель лёгкого класса, также известная как OSP-2 Peacekeeper SLV, разработанная и сконструированная компанией «Орбитальная научная корпорация» (англ. Orbital Sciences Corporation) на базе трёх маршевых ступеней выведенных из эксплуатации МБР «Пискипер». Ракету-носитель планируется использовать для запуска малых космических аппаратов по высокоэнергетическим траекториям на геопереходные орбиты, а также для миссий автоматических межпланетных станций.

## История создания
В 1997 году корпорация OSC получила от ВВС США контракт на разработку новой ракетно-космической системы, которая должна была прийти на смену ракет семейства «Таурус». Новая ракета-носитель предназначалась для выведения на низкие околоземные орбиты малых спутников в широком диапазоне масс. В целях снижения затрат на новые модели было решено создавать на базе снятых с вооружения межконтинентальных баллистических ракет «Минитмен-2». Ответственность за реализацию программы, названной OSP (сокр. от англ. Orbital Suborbital Program — букв. Программа орбитальных и суборбитальных полётов) была возложена на Центр космических и ракетных систем (SMSC), производящий закупки ракет-носителей в интересах всех видов вооружения.
На разработку ракеты Минотавр включая затраты связанные с проведением первого старта, было выделено около 20 млн долларов (в ценах 1997 года). Последующих десять изделий ракет-носителей семейства «Минотавр» ВВС США планировало приобретать по цене 12 млн долларов (в ценах 1997 года) без учёта стоимости используемых ступеней МБР. Кроме этого контракт подразумевал, что компания OSC должна была провести модернизацию 13 боевых ракет для запуска по суборбитальным траекториям. При выполнении всех условий контракта стоимость соглашения превысило бы 200 млн долларов (в ценах 1997 года).
Разработка ракеты Минотавр длилась достаточно долго — первый пуск ракеты-носителя состоялся в январе 2000 года. В ходе полёта, осуществлённого с коммерческой стартовой площадки на базе Ванденберг, система вывела в космос космический аппарат Jawsat и ещё несколько попутных грузов общей массой около 160 кг.
23 апреля 2010 года состоялся успешный старт лёгкой версии ракеты-носителя Минотавр-4 в трёхступенчатой конфигурации с пускового комплекса LC-06 на базе ВВС США Ванденберг. 25 сентября 2010 года в пуске использовалась новая ракета-носителя компании OSC — «тяжелый» вариант лёгкой ракеты-носителя Минотавр-4. Это был второй полёт и первая орбитальная миссия носителя Минотавр-4.
Первый запуск созданной компанией OSC пятиступенчатой ракеты-носителя Минотавр-5 с лунным орбитальным аппаратом LADEE состоялся 6 сентября 2013 года.

## Конструкция
Минотавр-5 — пятиступенчатая твердотопливная ракета-носитель, фактически является четырёхступенчатой РН Минотавр-4+ с дополнительной пятой ступенью Star 37 (в двух вариантах: Star-37FM и Star-37FMV).
РН Минотавр-5 предназначена для доставки космических аппаратов массой до 650 кг на переходные к геостационарным орбиты или межпланетных аппаратов массой до 400 кг на транспланетные траектории.

## Модификации
На базе ракеты-носителя Минотавр-5 была создана модификация Минотавр-5+ — пятиступенчатый вариант с двигателем Star-37FMV на пятой ступени.

## Стартовые площадки
- Уоллопс/MARS, стартовый комплекс LP-0B
- Ванденберг, стартовый комплекс SLC-8
- Кадьяк, стартовый комплекс LP-1

По состоянию на 2013 год пуски РН Минотавр-5 запланированы только со Среднеатлантического регионального космопорта (MARS) в центре полётов Уоллопс.

## История пусков
Первый запуск ракеты-носителя Минотавр-5 успешно осуществлён 7 сентября 2013 года в 03:27 UTC со стартовой площадки LP-0B Среднеатлантического регионального космопорта (MARS), расположенного на территории центра полётов Уоллопс. Полезная нагрузка — орбитальный аппарат LADEE, сконструированный в рамках программы изучения лунной атмосферы и пылевого окружения её орбиты. Кроме непосредственно зонда LADEE на орбиту вышли четвёртая и пятая ступени ракеты-носителя, став космическим мусором.
После отделения от ракеты-носителя зонд LADEE попытался остановить остаточное вращение с помощью маховиков системы ориентации. Однако бортовой компьютер обнаружил, что маховики потребляют слишком большой ток, что привело к их аварийному отключению. Причиной послужили слишком жёсткие параметры системы защиты, заложенные перед стартом. На следующий день, после их корректировки, система ориентации была запущена вновь .

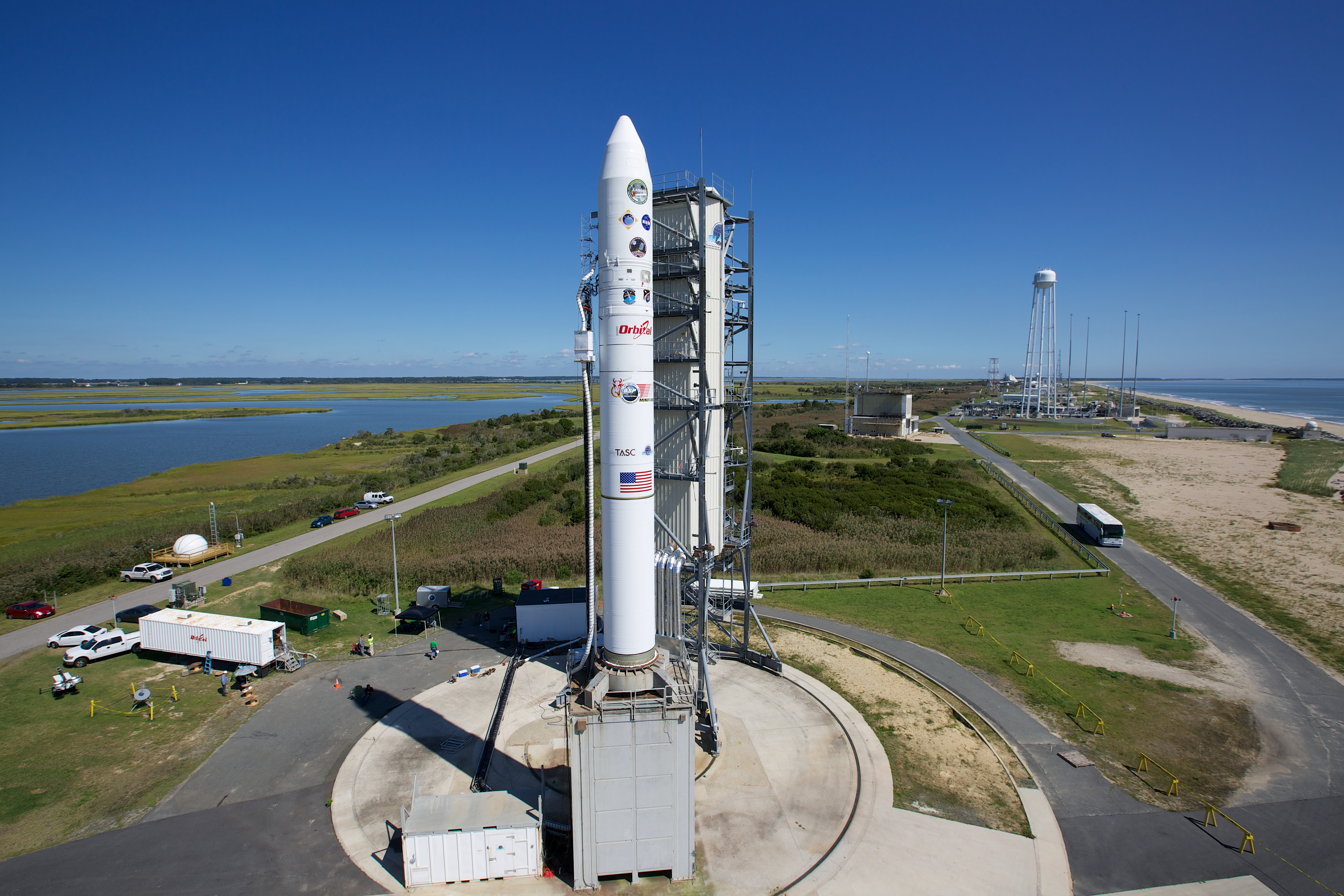
КА LADEE и ракета-носитель Минотавр-5 на стартовой площадке LP-0B космопорта MARS
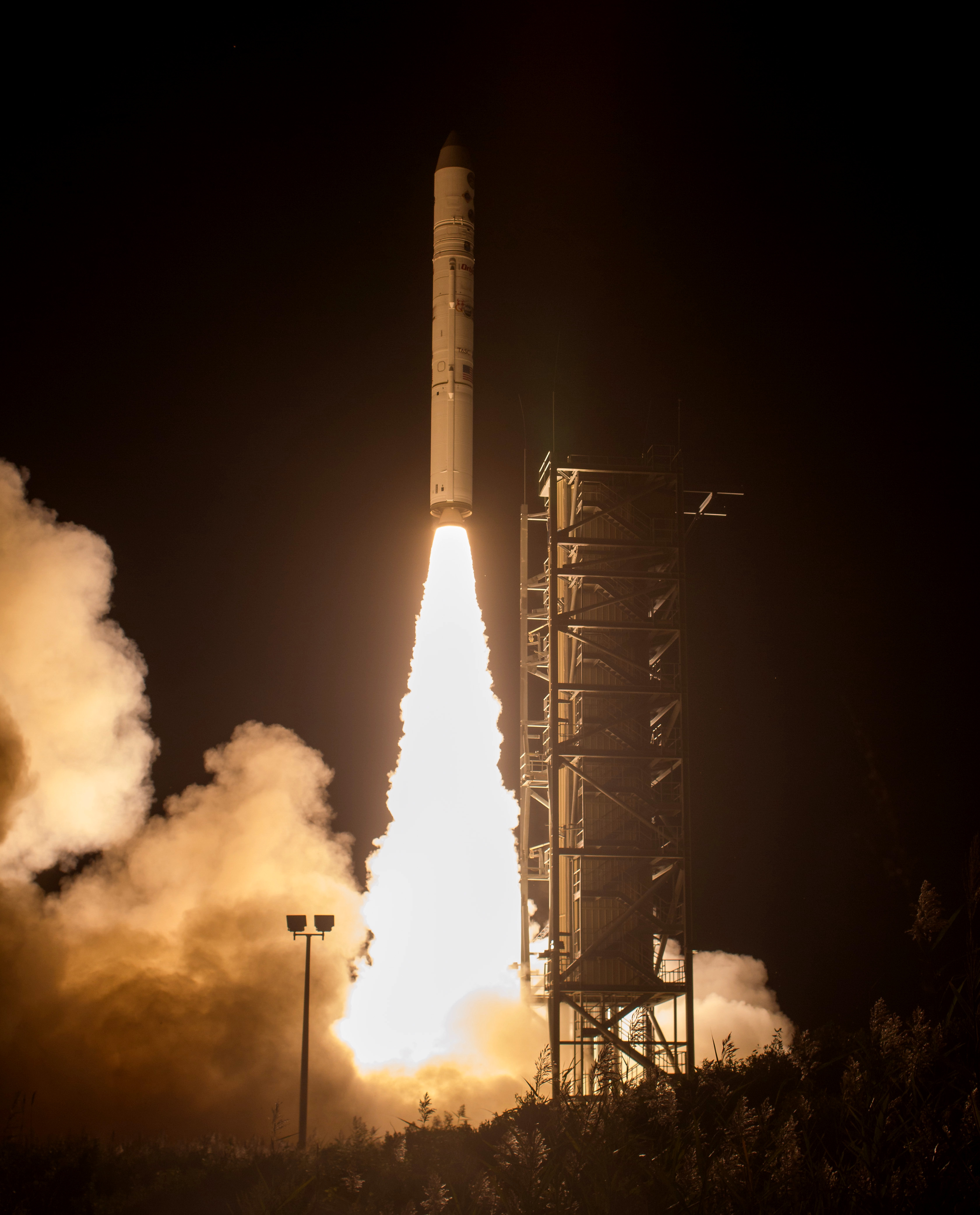
Запуск ракеты-носителя Минотавр-5 с космическим аппаратом LADEE на борту
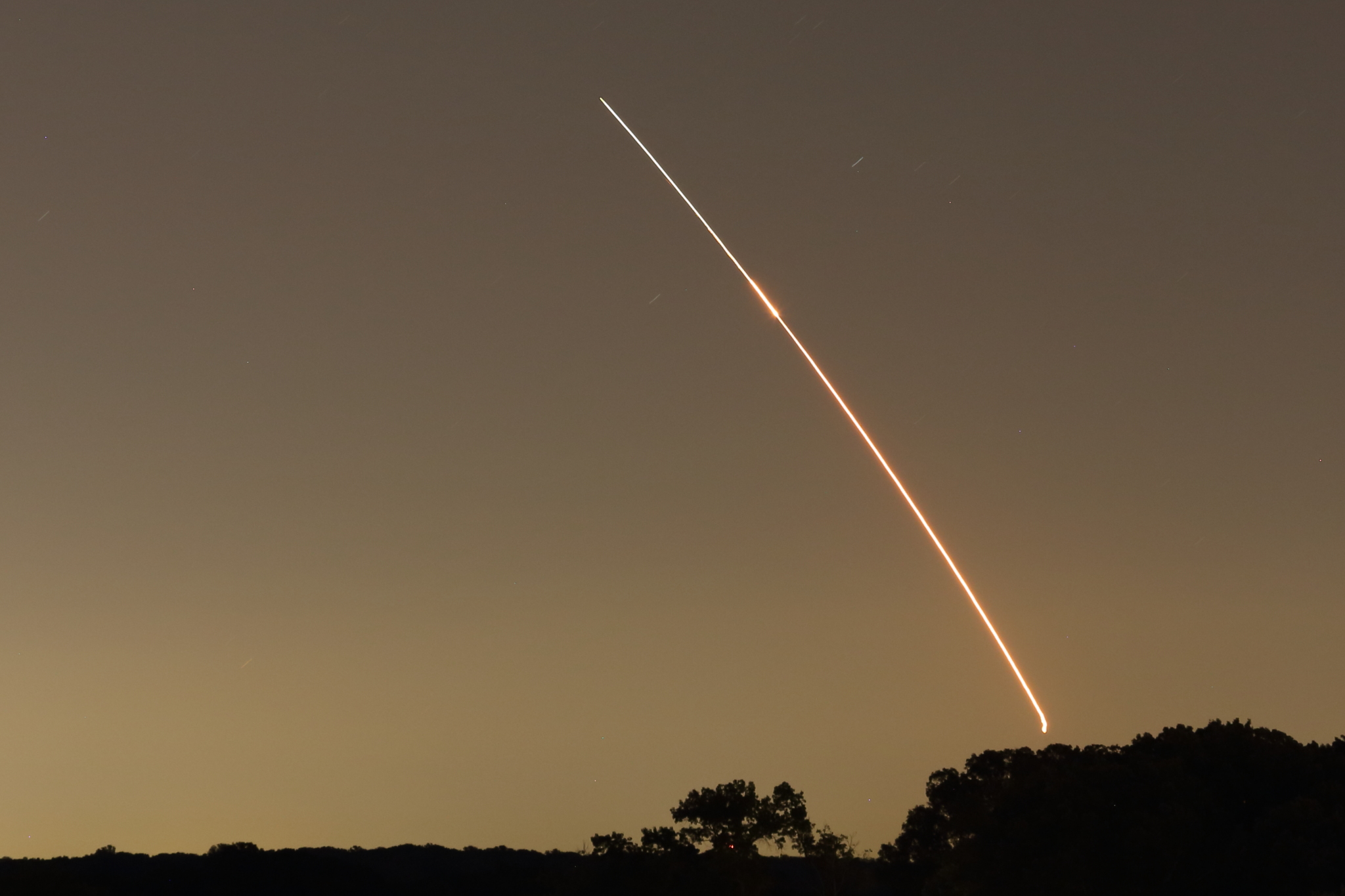
Старт космического аппарата LADEE